# المكالمة الهاتفية بين ترامب ورافنسبرغر

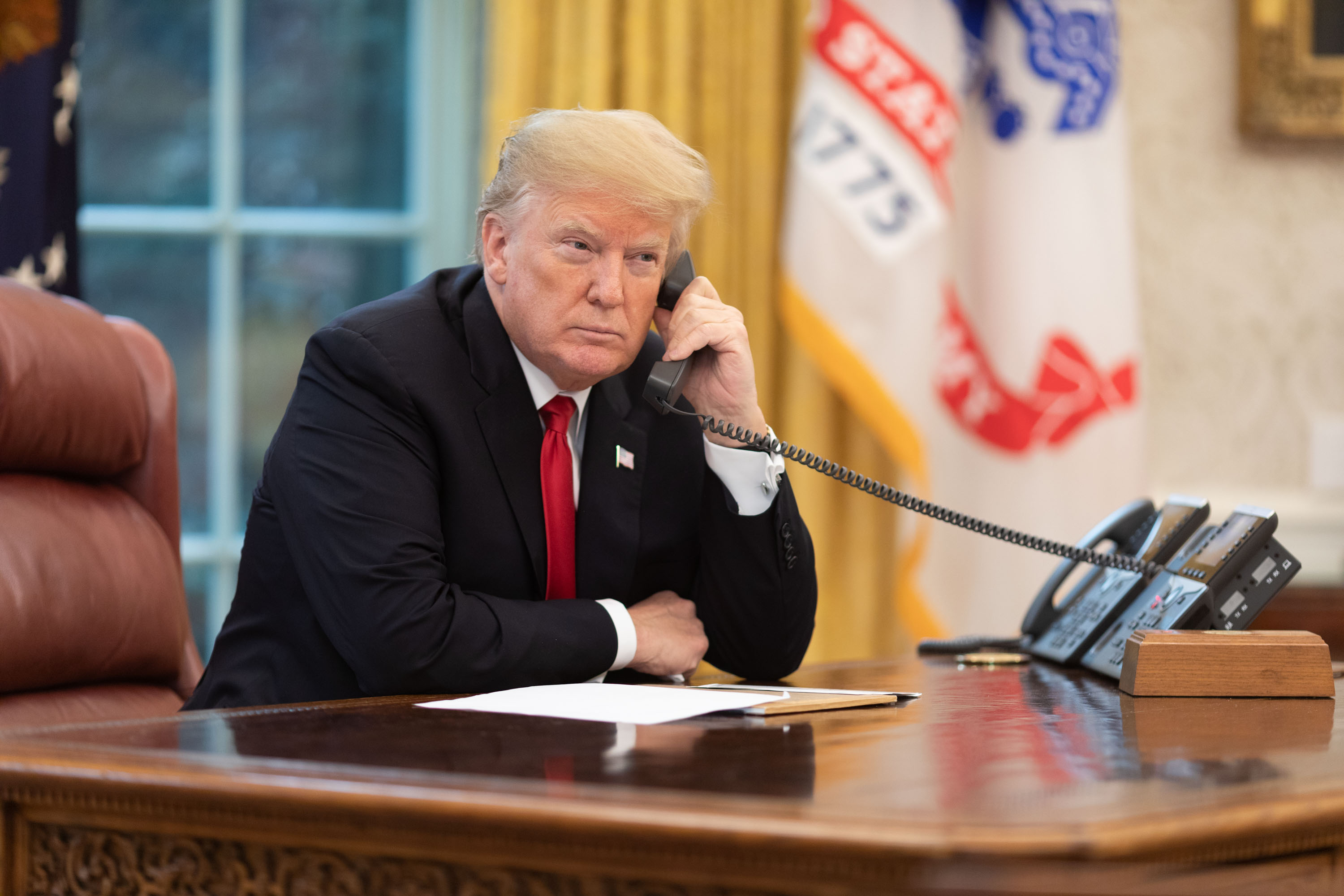

في 2 يناير عام 2021 خلال مؤتمر هاتفي لمدة ساعة، مارس الرئيس الأمريكي دونالد ترامب ضغوطًا على وزير خارجية ولاية جورجيا براد رافنسبرغر لتغيير إجمالي أصوات الولاية للانتخابات الرئاسية لعام 2020. تغلب جو بايدن على ترامب في الانتخابات، إلا أن الأخير رفض قبول النتيجة، وبذل جهودًا لامثيل لها على مدى أشهر محاولًا قلب النتيجة. قبل اتصاله برافنسبرغر، تحدث ترامب مرارًا وتكرارًا إلى مسؤولين في الولاية ومسؤولين محليين في ثلاث ولايات على الأقل، يحثّهم على إعادة فرز الأصوات، أو رفض البعض منها، أو استبدال لائحة الناخبين الديمقراطيين بأخرى جمهورية. نشرت صحيفة واشنطن بوست وغيرها من وسائل الإعلام المكالمة بين ترامب ورافنسبرغر في اليوم التالي لحدوثها.
بحسب التسجيل الهاتفي الذي نُشر علنًا والتقارير التي قدمتها وكالات إخبارية متعددة، حاول ترامب الضغط على الوزير لمحاولة «إيجاد أصوات له»، على الرغم من أنه قيل له مرارًا عدم  وجود أي خطأ انتخابي. وُصفت الجهود المتكررة التي بذلها ترامب في محاولته إقناع الوزير إيجاد أًسس يمكن على إثرها قلب النتيجة الانتخابية بكونها محط استغاثة وتهديد. في نقطة ما خلال المكالمة، قال ترامب لرافنسبرغر: «ما أريد فعله هو التالي؛ أريد فقط الحصول على 11.780 صوتًا، وهو رقم أعلى بصوت واحد من هامش الخسارة البالغ 11.779 صوتًا نملكه، لأننا ربحنا الولاية». خلال المكالمة، أوحى ترامب زورًا بأن رافنسبرغر يمكن أن كان قد ارتكب جريمة جنائية. اقترح خبراء قانونيون أن سلوك ترامب ومطالبته تلك يمكن أنها انتهكت قوانين الولاية والقوانين الفيدرالية.
في 11 يناير، استُشهد بالمكالمة في مادة جديدة حول دعوى عزل ترامب الثانية التي قُدمت في مجلس النواب.

## خلفية
في الانتخابات الرئاسية الأمريكية عام 2020، تغلب نائب الرئيس السابق جو بايدن على دونالد ترامب الذي كان لا يزال مترأسًا منصبه، بشكل جزئي عبر فوزه في ولاية جورجيا. مع ذلك، استمرت حملة ترامب في ادعاءات لا أساس لها حول تزوير الناخبين، والتي تم رفضها بشكل كامل وقطعي من قبل مدققين للحقائق، وخبراء حماية الانتخابات، ومحاكم. تقريبًا، باءت جميع المحاولات القانونية التي بذلها ترامب في محاولته تغيير نتيجة الانتخابات بالفشل، إلا أنه رفض مرارًا قبول نتيجة الانتخابات. تمت عمليات تدقيق الأصوات وعدّها من جديد حسب الطلب، خلُصت كلها في نهاية المطاف إلا عدم وجود أي دليل على وجود تزوير انتخابي واسع النطاق من شأنه أن يغير النتائج إلى حد كبير. تم تأكيد فوز بايدن رسميًا في ولاية جورجيا في 19 نوفمبر.
في شهري نوفمبر وديسمبر، وبعد رفض دعاويه القضائية مرارًا في المحكمة لعدم كفاية الأدلة، اتصل ترامب شخصيًا بمسؤولين في الولاية ومسؤولين محليين في ثلاث ولايات على الأقل: ميشيغان وبنسلفانيا وجورجيا. اتصل هاتفيًا بشكل شخصي مع مشرعي الولاية، والنواب العموميين للولاية، والمحافظين، ممارسًا عليهم ضغوطًا لقلب النتائج الانتخابية في ولاياتهم عبر إعادة عدّ الأصوات، أو رفض البعض منها، أو الطلب من المجلس التشريعي للولاية باستبدال القائمة الديمقراطية المنتخبة لأعضاء المجمع الانتخابي بقائمة من المنتخبين الجمهوريين يختارهم المجلس التشريعي. في شهر ديسمبر، اتصل ترامب هاتفيًا بحاكم ولاية جورجيا، برايان كيمب، وطرح مطالب عامة على وزير الخارجية براد رافنسبرغر، كلاهما جمهوريان دعموا ترامب في الانتخابات. طلب منهم قلب النتائج الانتخابية لولاية جورجيا، وهددهم بانتقام سياسي في حال لم يفعلوا ذلك، منتقدًا إياهم بشدة عبر خطابات وتغريدات على تويتر، وغرّد بأنه على كيمب الاستقالة من منصبه.

## الاتصال الهاتفي في 23 ديسمبر مع كبير محققي الانتخابات
في 23 ديسمبر عام 2020، اتصل ترامب برئيس المحققين في مكتب وزير خارجية ولاية جورجيا، الذي كان يقوم حينها بإجراء تدقيق للأوراق الانتخابية في مقاطعة كوب. قدم رافنسبرغر طلبًا بمراجعة الأصوات ردًا على ادعاءات التزوير. قال ترامب للمحقق بأنه سيكون «بطلًا وطنيًا» في حال «اكتشافه التزوير». قال بعض الخبراء القانونيين أن هذه المكالمة الهاتفية تبدو وكأنها بمثابة رشوة أو عقبة موجّهة من جانب ترامب. في 29 ديسمبر، انتهى تدقيق الأصوات، وتبين أن ادعاءات الاحتيال لا أساس لها من الصحة؛ لم يكن ترامب راضيًا عن تلك النتائج.
تمت معرفة المكالمة الهاتفية التي جرت في 23 ديسمبر بين ترامب وكبير المحققين من قبل رافنسبرغر أثناء مقابلة له مع برنامج «غود مورنينغ أميركا (صباح الخير يا أميركا)» في 4 يناير. كشفت صحيفة واشنطن بوست عن المزيد من التفاصيل حول المكالمة الهاتفية في 9 يناير، إلا أنها لم تفصح عن اسم كبير المحققين لحماية سلامته الشخصية.
فير 2 يناير عام 2021، أجرى ترامب اتصالًا هاتفيًا استمر ساعة واحدة مع رافنسبرغر. انضم إلى ترامب كل من رئيس الأركان مارك ميدوز، والمستشار التجاري بيتر نافارو، والمسؤول في وزارة العدل جون لوت جونيور، وأستاذ القانون جون إيستمان، والمحامون رودي جولياني، وكليتا ميتشيل، وكورت هلبرت. انضم إلى رافنسبرغر محاميه العام ريان جيرماني. في 3 يناير، حصلت صحيفة واشنطن بوست وغيرها من وسائل الإعلام على تسجيل لتلك المكالمة الهاتفية.
خلال اتصاله الهاتفي، أبقى ترامب مؤكدًا زورًا على فوزه بولاية جورجيا «بمئات آلاف الأصوات»، مصرًا على أن النتائج الانتخابية الموثقة كانت مغلوطة. قال ترامب أنه على رافنسبرغر «إعادة تقييم» النتائج الانتخابية، مستشهدًا بمجموعة من نظريات المؤامرة المختلفة المتعلقة بالتصويت في الولاية. أجاب رافنسبرغر بردٍ عليه أن نتائج الانتخابات في تلك الولاية كانت صحيحة وشرعية، وأن ترامب «أخطأ في معلوماته». خلال محاولاته في الضغط على رافنسبرغر لتغيير النتائج الانتخابية، قال ترامب: «أريد فقط الحصول على 11.780 صوتًا»، وهو عدد الأصوات اللازم من أجل التغلب على تقدم بايدن في ولاية جورجيا. حاول ترامب أيضًا ترهيب رافنسبرغر، مشيرًا إلى أنه ومحاميه قد يواجهان تحقيقًا جنائيًا محتملًا. قال ترامب: «أنت تعلم، هذه جريمة جنائية. وأنت تعلم، لا يمكنك أن تدع ذلك يحدث. تلك مخاطرة كبيرة من جانبك».
بعد المكالمة الهاتفية حول ولاية جورجيا، تحدث ترامب وفريقه مع مسؤولين في ولايات أريزونا وميشيغان وبنسلفانيا وويسكونسن عبر برنامج المحادثات «زوم».

### نشر التسجيل
في 3 يناير، قال ترامب على تويتر إنه تحدث إلى رافنسبرغر، وأن الأخير كان «غير راغب أو غير قادر على الإجابة على الأسئلة» حيال تزوير الانتخابات المزعوم، وأنه «لا يملك أدنى فكرة حول الموضوع». في وقت لاحق من ذلك اليوم، تم تسريب المحادثة إلى صحيفة واشنطن بوست ووسائل إعلامية أخرى؛ وذكرت محطة تلفزيون محلية أنهم حصلوا عليها من «مصادر حكومية».
صرّح رافنسبرغر إنه لم يكن ينوي في البداية نشر التسجيل، لكنه شعر بضرورة الرد بعد تشويه ترامب لمضمون المحادثة على تويتر. أضاف بأن المكالمة تم ترتيبها على عجل بعد مشاهدة ترامب تصريح رافنسبرغر على فوكس نيوز صبيحة ذلك اليوم بأن الانتخابات كانت نزيهة وأمينة، وأن ترامب قد خسر. ذُكر في وقت لاحق أن البيت الأبيض أجرى 18 محاولة سابقة خلال الأسابيع الماضية للاتصال بمكتب وزير الخارجية عبر الهاتف. قال رافنسبرغر أنه فضّل عدم تلقي مثل تلك المكالمات لأن مكتبه حينها كان في «وضع تقاضي» مع البيت الأبيض، وأنه سيتعين حضور مستشاري كلا الجانبين.